# Ломовка (Татарстан)
Ломовка — деревня в Верхнеуслонском районе Татарстана. Входит в состав Бурнашевского сельского поселения.

## География
Находится в западной части Татарстана на расстоянии приблизительно 24 км на запад-юго-запад от районного центра села Верхний Услон в 2 км от реки Свияга.

## История
Известна с 1678 года. Первоначально принадлежала Свияжскому Успенскому монастырю.

## Население
Постоянных жителей было в 1782 году было 84 души мужского пола, в 1859 — 296, в 1897 — 345, в 1908 — 354, в 1926 — 434, в 1938 — 377, в 1949 — 201, в 1958 — 187, в 1970 — 193, в 1979 — 117, в 1989 — 28. Постоянное население составляло 12 человек (русские 100 %) в 2002 году, 7 в 2010.